# Državna cesta D33
Die Državna cesta D33 (kroatisch für ,Nationalstraße D33‘) ist eine Nationalstraße in Kroatien. Die Straße verläuft in Fortsetzung der von Bosansko Grahovo kommenden M14-3 (Bosnien und Herzegowina) von der Grenze zu Bosnien und Herzegowina beim Grenzübergang Strmica zunächst in generell südlicher Richtung nach Knin, wo die Državna cesta D1 gekreuzt wird, und weiter nach Drniš. Dort zweigt die Državna cesta D56 nach Sinj ab. Die D33 wendet sich nach Südwesten und endet bei Šibenik an der Državna cesta D8, der Jadranska Magistrala, nachdem sie die Autocesta A1 passiert hat.
Die Länge der Straße beträgt 73,3 km.